# عامر الشعبي
أَبُو عَمْرٍو عَامِرُ بْنُ شَرَاحِيلَ بْنِ عَبْدِ بْنِ ذِي كِبَارٍ اَلْهَمْدَانِيُّ اَلشَّعْبِيُّ اَلْكُوفِيُّ، المشهورُ بـ اَلْإِمَامِ اَلشَّعْبِيِّ (21 - 103 هـ)، تابعي وفقيه أهل العراق، ومحدث من السلف، ولد في خلافة عمر بن الخطاب.

## حياته
لا يتفق المؤرخون عن تاريخ ولادته فالبعض يقول أنه ولد في 16 هـ - 637م، وقيل سنة عشرين للهجرة، وقيل 31 هـ، وقال خليفة بن خياط: ولد الشَّعْبِيُّ والحسن البصري في سنة 21 هـ، وقال الأصمعي: في سنة 17 هـ. ولد في الكوفة وعاش فيها، وقد سكن المدينة المنورة عدة أشهر هرباً من المختار الثقفي، شهد وقعة دير الجماجم مع ابن الأشعث ثم نجا من انتقام الحجاج بعد أن عفى عنه وتولى الكتابة فترة من الوقت لدى «القائد» قتيبة بن مسلم الباهلي، كما أوفده الخليفة الأموي عبد الملك بن مروان في سفارة خاصة إلى بيزنطة، كما عينه عمر بن عبد العزيز قاضياً، إذا غلب عنه الفقه والتفسير فقد اشتهر في الواقع بما روى من الأخبار في الإسرائيليات، أخذها عمن أسلم من أهل الكتاب، وفي القصص التبابعة وأخبار اليمن والمغازي، ويبدو أنه كان كثير الميل إلى تتبع الأخبار يأخذها حتى عن الأعراب الذين يدعون رؤية المدن العجيبة المندثرة، انتقل بين الأقطار لطلب العلم. عاش الشَّعْبِيُّ 87 سنة وكانت وفاته فجأة بالكوفة وذلك سنة 103 هـ، 721م، وقيل: 104 هـ، وقيل: 106 هـ. ولمّا علم الحسن البصري بوفاة الشَّعْبِيِّ قال: إنا لله وإنا إليه راجعون، إن كان لقديم السن، كثير العلم، وأنه لمن الإسلام بمكان.

## أقواله
| عامر الشعبي | لقد أصبحت الأمة على أربع فرق، محب لعلي مبغض لعثمان، ومحب لعثمان مبغض لعلي، ومحب لهما، ومبغض لهما، قلت: من أيها أنت؟ قال: مبغض لباغضهما. | عامر الشعبي |

| عامر الشعبي | خير خصلة في الكلب أنه لا ينافق في محبته. | عامر الشعبي |

| عامر الشعبي | لعن الله أرأيت. | عامر الشعبي |

- ما ابتدعَ أحدٌ بدعةً إلا وفي كتابِ اللّهِ بيانها.
- سمع الشَّعبيّ رجلاً يقول: «مات فلان، أصبح من أهل الآخرة»، قال: «لا تقل من أهل الآخرة، ولكن قل من أهل القبور».
- وقيل للشعبي - وقد بنى بأهله -: كيف وجدت أهلك؟ قال: ولم أرخيت الستور إذن؟
- وقال: لو أصبتَ تسعةً وتسعين، وأخطأتَ واحدة لأخذوا الواحدة وتركوا التسعة والتسعين.

## روايته للحديث
روى عن: أسامة بن زيد بن حارثة، والأشعث بن قيس الكندي، وأنس بن مالك، والبراء بن عازب، وبريدة بن حصيب الأسلمي، وجابر بن سمرة، وجابر بن عبد الله، وجرير بن عبد الله البجلي، والحارث بن عبد الله الأعور، وحارث بن مالك ابن البرصاء، وحبشي بن جنادة، والحسن بن علي بن أبي طالب، وأخيه الحسين، وخارجة بن الصلت البرجمي، والربيع بن خيثم، وزر بن حبيش، وزيادة بن عياض الأشعري، وزيد بن أرقم، وزيد بن ثابت، وسعد بن أبي وقاص، وسعيد بن زيد بن عمرو بن نفيل، وسفيان بن الليل الهمداني، وسمرة بن جندب، وسمعان بن مشنج، وسويد بن غفلة، وشريح بن الحارث القاضي، وشريح بن هانئ، وأبي وائل شفيق بن سلمة الأسدي، والضحاك بن قيس، وعاصم العدوي، وعامر بن شهر الهمداني، وعبادة بن الصامت، وعبد الله بن أبي أوفى، وعبد الله بن بريدة، وعبد الله بن جعفر بن أبي طالب، وعبد الله بن الخليل الحضرمي، وعبد الله بن الزبير، وعبد الله بن عباس، وعبد الله بن عتبة بن مسعود، وعبد الله بن عمر، وعبد الله بن عمرو بن العاص،  وعبد الله بن مطيع الأسود، وعبد الله بن معقل بن مقرن، وعبد الله بن يزيد الخطمي، وعبد خير الهمداني، وعبد الرحمن بن أبزى، وعبد الرحمن  بن الحارث بن هشام، وعبد الرحمن بن سمرة، وعبد الرحمن بن عبد رب الكعبة، وعبد الرحمن بن أبي ليلى، وعدي بن حاتم الطائي، وعروة بن أبي الجعد البارقي، وعروة بن مضرس، وعروة بن المغيرة بن شعبة، وعكرمة مولى ابن عباس، وعلقمة بن قيس النخعي، وعلي بن أبي طالب، وعمرو بن أمية الضمري، وعمرو بن حريث، وعمرو بن ميمون الأودي، وعياض الأشعري، وفروة بن مسيك، وقرظة بن كعب، وقيس بن سعد بن عبادة، وعمه قيس بن عبد الشعبي، وكعب بن عجرة، ومالك بن صحار، والمحرر بن أبي هريرة، ومحمد بن الاشعث بن قيس، ومحمد بن صفوان الأنصاري، ومحمد بن صيفي الأنصاري، ومسروق بن الأجدع، ومعاوية بن أبي سفبان، ومعاوية بن سويد بن مقرن، والمغيرة بن شعبة، والمقدام بن معدي كرب، والنزال بن سبرة، والنعمان بن بشير، وهرم بن خنبش، ووابصة بن معبد، ووراد بن كاتب المغيرة بن شعبة، ووهب بن عبد الله السوائي، وأبي بردة بن أبي موسى الأشعري، وأبي بكر بن عبد الرحمن بن الحارث بن هشام، وأبي ثغلبة الخشني، وأبي ثور الحداني، وأبي جبيرة بن الضحاك، وأبي سريحة الغفاري، وأبي سعيد الخدري، وأبي سلمة بن عبد الرحمن بن عوف، وهو من أقرانه، وأبي مسعود الأنصاري، وأبي موسى الأشعري، وأبي هريرة، وأسماء بنت عميس، وعائشة بنت أبي بكر، وفاطمة بنت قيس، وميمونة بنت الحارث، وأم سلمة، وأم هانئ.
روى عنه: إبراهيم بن مهاجر، والأجلح بن عبد الله الكندي، وأسماء بن عبيد، وإسماعيل بن أبي خالد، وإسماعيل بن سالم، وأشعث بن سور، وبدر بن عثمان، وأبو بشر بيان بن بشر، وتوبة العنبري، وأبو حمزة ثابت بن أبي صفية الثمالي، وجابر الجعفي، وحريث بن ابي مطر، وحصين بن عبد الرحمن السلمي، والحكم بن عتيبة، وخالد بن سلمة المخزومي، وداود بن عبد الله الأودي، وداود بن أبي هند، وداود بن يزيد الأودي، وربيعة بن يزيد الدمشقي، وزبيدة اليامي، وزكريا بن أبي زائدة، والسري بن إسماعيل، وسعيد بن يزيد الأحمسي، وسلمة بن كهيل، وأبو إسحاق بن أبي سليمان الشيباني، وسليمان الأعمش، وسماك بن حرب، وسيار أبو الحكم، وصالح بن صالح بن حي، وطارق بن عبد الرحمن البجلي، وطعمة بن غيلان، وعاصم الأحول، والعباس بن ذريح، وعبد الله بن بريدة، وأبو جرير عبد الله بن الحسين، وأبو الزناد عبد الله بن زكوان، وعبد الله بن أبي السفر، وعبد الله بن شبرمة، وعبد الله بن عون، وأبو ليلى عبد الله بن ميسرة الحارثي، وعبد الأعلى بن عامر الثعلبي، وعبد الأعلى بن أبي المساور، وعبد الرحمن بن سعيد بن وهب الهمداني، وعبد الملك بن سعيد بن أبجر، وعبيد الله بن أبي جعفر المصري، وعبيد الله بن حميد بن عبد الرحمن الحميري، وهبيد بن أبي أمية الطنافسي، وعبيدة بن معتب الضبي، وأبو حصين بن عثمان بن عاصم الأسدي، وأبو فروة عروة بن الحارث الهمداني، وعطاء بن السائب، وعمر بن أبي زائدة، وأبو إسحاق عمرو بن عبد الله السبيعي، وأبو العنبس عمرو بن مروان النخعي، وعمرو بن منصور المشرقي، وعون بن عبد الله بن عتبة بن مسعود، وعيسى بن أبي عزة الكوفي، وغيلان بن جرير، وفراس بن يحيى الهمداني، وفضيل بن عمرو الفقيمي، وفضل بن ميسرة، وقتادة، ومجالد بن سعيد، ومحمد بن سوقة، ومحمد بن قيس الأسدي، ومطرف بن طريف، ومغيرة بن مقسم الضبي، ومكحول الشامي، ومنصور بن عبد الرحمن الغداني، ومنصور بن المعتمر، وموسى بن عبد الملك، وموسى بن عمير القرشي، وميمون أبو حمزة الأعور، وأبو حنيفة النعمان بن ثابت، وهلال بن سلمان، ووبرة بن عبد الرحمن، وأبو حيان يحيى بن مسعد بن حيان التيمي، ويحيى الكندي، ويونس بن أبي إسحاق السبيعي.

## مكانته بين العلماء
- قال الذهبي: كان إمامًا حافظا فقيها متفننا ثبتا متقنا.
- قال ابن حجر:  ثقة مشهود فقيه فاضل.
- قال ابن سيرين: قدمت الكوفة وللشعبي حلقة عظيمة والصحابة يومئذ كثير.